# Вітаутас Янушайтіс
Вітаутас Янушайтіс (13 жовтня 1981) — литовський плавець.
Учасник Олімпійських Ігор 2004, 2008, 2012 років.
Призер Чемпіонату Європи з водних видів спорту 2008 року.
Призер Чемпіонату Європи з плавання на короткій воді 2004, 2005, 2006, 2008, 2009, 2010 років.